# Primera División (Chile) 1945
Die Primera División 1945, auch unter dem Namen 1945 Campeonato Nacional de Fútbol Profesional bekannt, war die 13. Saison der Primera División, der höchsten Spielklasse im Fußball in Chile.
Die Meisterschaft gewann das Team von CD Green Cross. Es war der erste Meisterschaftstitel für den Klub.

## Modus
Die zwölf Teams spielen jeder gegen jeden mit Hin- und Rückspiel. Sieger ist die Mannschaft mit den meisten Punkten. Bei Punktgleichheit entscheidet das Torverhältnis.

## Teilnehmer
Teilnehmer waren die zwölf Teams der Vorsaison, davon kamen zehn aus der Hauptstadt Santiago sowie Santiago Wanderers aus Valparaíso und Everton aus Viña del Mar.

## Tabelle
| Pl.                       | Verein               | Sp. | S  | U | N  | Tore    | Diff. | Punkte |
| ------------------------- | -------------------- | --- | -- | - | -- | ------- | ----- | ------ |
| 1.                        | CD Green Cross       | 22  | 12 | 6 | 4  | 058:360 | +22   | 30     |
| 2.                        | Unión Española       | 22  | 11 | 5 | 6  | 046:360 | +10   | 27     |
| 3.                        | Universidad de Chile | 22  | 11 | 4 | 7  | 054:380 | +16   | 26     |
| 4.                        | Audax Italiano       | 22  | 10 | 4 | 8  | 052:470 | +5    | 24     |
| 5.                        | Santiago Wanderers   | 22  | 7  | 9 | 6  | 044:400 | +4    | 23     |
| 6.                        | CD Magallanes        | 22  | 10 | 2 | 10 | 035:420 | −7    | 22     |
| 7.                        | Santiago Morning     | 22  | 9  | 3 | 10 | 050:550 | −5    | 21     |
| 8.                        | Universidad Católica | 22  | 7  | 7 | 8  | 045:500 | −5    | 21     |
| 9.                        | Everton              | 22  | 7  | 6 | 9  | 040:440 | −4    | 20     |
| 10.                       | Santiago National    | 22  | 7  | 6 | 9  | 042:530 | −11   | 20     |
| 11.                       | CSD Colo-Colo (M)    | 22  | 8  | 3 | 11 | 039:380 | +1    | 19     |
| 12.                       | Badminton FC         | 22  | 3  | 5 | 14 | 029:550 | −26   | 11     |
| Quelle: , Stand: Endstand |                      |     |    |   |    |         |       |        |

## Die Meistermannschaft Green Cross
|  | Green Cross |

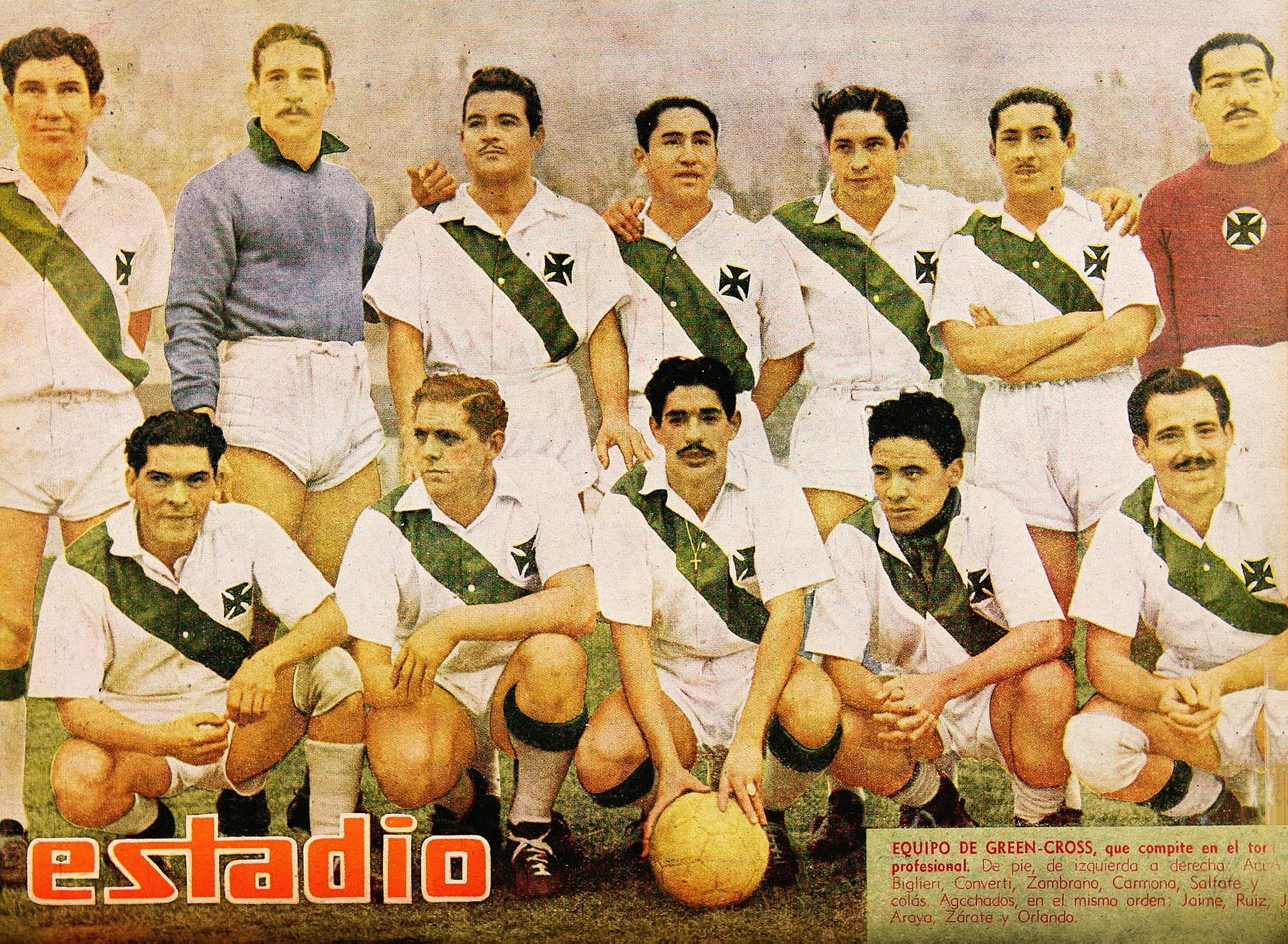
Das Meisterteam von Green Cross 1945

|  | Nobel Biglieri (Torwart), Jorge Araya, Guillermo Jaime, Francisco Ruiz, Criserio Zambrano, Emilio Converti, Santiago Salfate, Juan Manuel Acuña, Mario Carmona, Luis Orlando, Juan Zárate, Jorge Nicolás, Pablo Hormazábal, Alejandro Araya, Carlos Maturana, Teodoro Araya, Jorge Carmona, Orlando Schneeberger - Trainer: Eugenio Soto |

## Beste Torschützen
| Rang | Spieler       | Klub                 | Tore |
| ---- | ------------- | -------------------- | ---- |
| 1    | Ubaldo Cruche | Universidad de Chile | 17   |
|      | Hugo Giorgi   | Audax Italiano       | 17   |
|      | Juan Zárate   | CD Green Cross       | 17   |